# 烏蔓洞站
烏蔓洞站（韓語：오만동역）是朝鮮民主主義人民共和國慈江道狼林郡新院劳动者区的一個鐵路車站，属于江界线。

## 邻近车站
江界线
下新院站 - 烏蔓洞站 - 狼林站